# Українські політичні партії (до 1922 року)
В статті подано українські національні політичні партії XIX — початку XX ст, засновані до 1922 року. 
Для політичних партій сучасної України див. статтю Політичні партії України.

## Партії
| Заснування    | Назва                                           | Скорочено | Керівництво                                      | Напрямок     | Розпущена |
| ------------- | ----------------------------------------------- | --------- | ------------------------------------------------ | ------------ | --------- |
| 1890, жовтень | Українська радикальна партія                    | УРП       | Іван Франко                                      | соціалізм    | 1950      |
| 1900, лютий   | Революційна українська партія                   | РУП       | Д. Антонович, М. Русов, Л. Мацієвич              | соціалізм    | 1905      |
| 1902          | Українська народна партія                       | УНП       | М. Міхновський                                   | націоналізм  | 1917      |
| 1904          | Українська демократична партія                  | УДП       | Є. Чикаленко, О. Лотоцький                       | лібералізм   | 1905      |
| 1904          | Українська радикальна партія                    | УРП       | Б. Грінченко, С. Єфремов                         | лібералізм   | 1905      |
| 1905, грудень | Українська соціал-демократична робітнича партія | УСДРП     | В. Винниченко, С. Петлюра                        | соціалізм    | 1950      |
| 1917, квітень | Українська партія соціалістів-федералістів      | УПСФ      | Д. Дорошенко, С. Єфремов                         | соціалізм    | 1923      |
| 1917, квітень | Українська партія соціалістів-революціонерів    | УПСР      | М. Грушевський, П. Христюк, В. Залізняк, М. Шраг | соціалізм    | 1921      |
| 1917, травень | Українська демократично-хліборобська партія     | УДХП      | С. Шемет                                         | консерватизм | 1920      |
| 1917, грудень | Українська партія соціалістів-самостійників     | УПСС      | О. Макаренко, П. Макаренко, І. Луценко           | соціалізм    | 1922      |